# Matthias Kessler

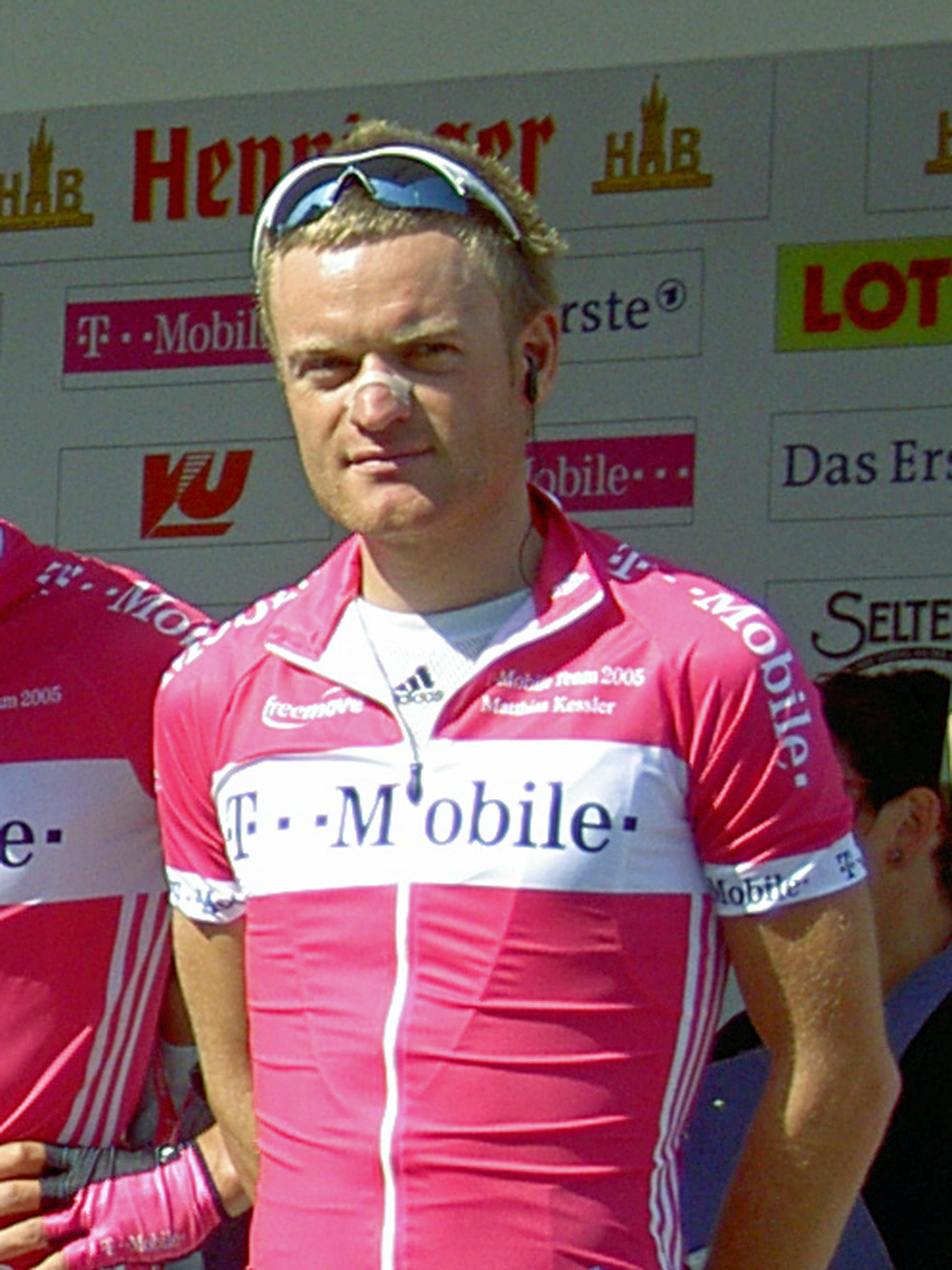
Matthias Kessler (2005)

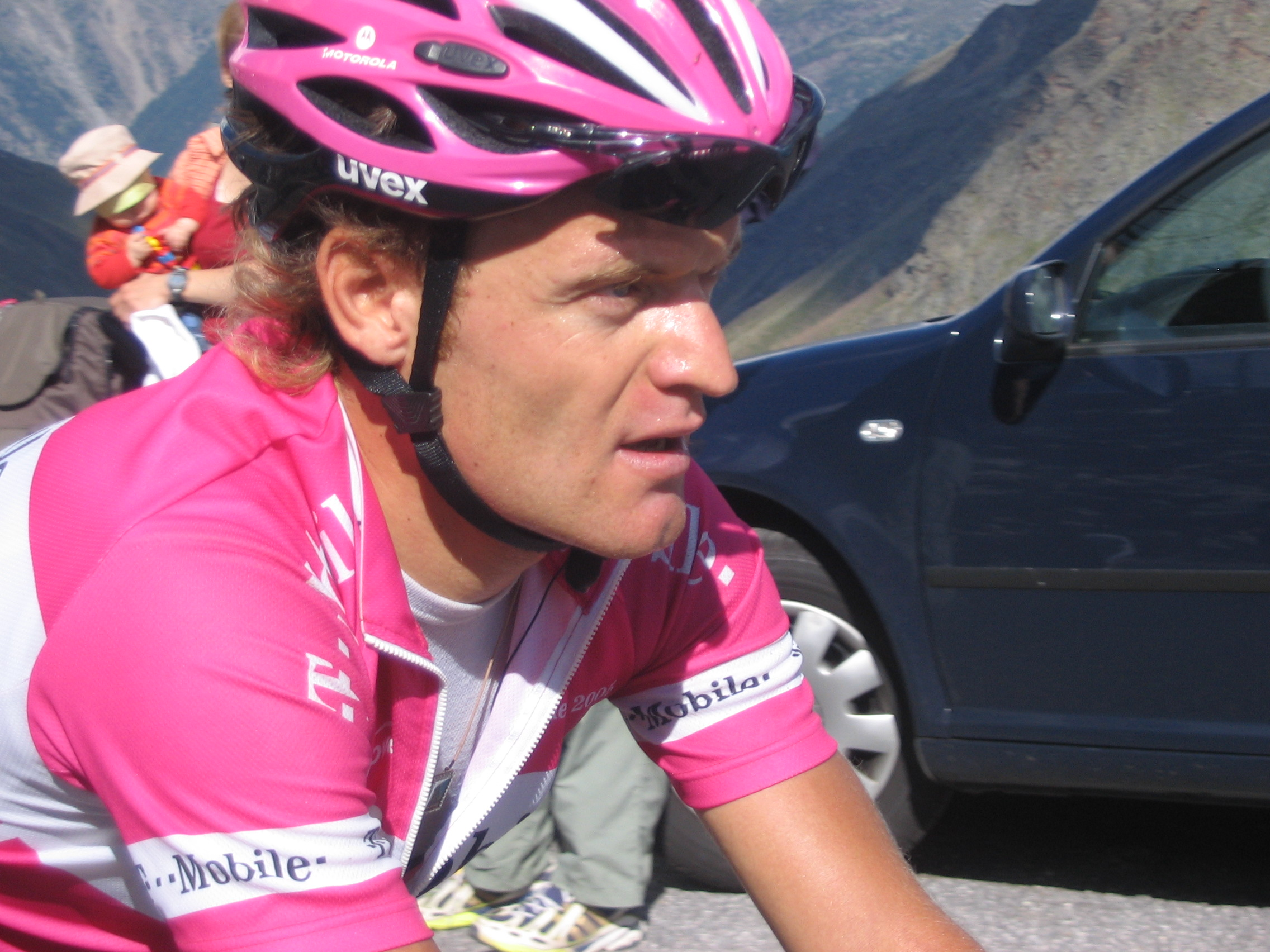
Matthias Kessler bei der 5. Etappe der Deutschland-Tour 2005 zum Rettenbachferner

Matthias Kessler (* 16. Mai 1979 in Nürnberg) ist ein ehemaliger deutscher Radrennfahrer.

## Werdegang
Bis zu seinem dreizehnten Lebensjahr war er parallel im Radsport und Fußball aktiv. Nach dem fünften Platz bei der deutschen Schülermeisterschaft verschrieb er sich allerdings ganz dem Radsport. Kessler stand schon von Beginn seiner Radsportkarriere an in Diensten der Deutschen Telekom, zuerst im Junior Team Telekom und ab 2000 als Profi im Team Telekom, das spätere Team T-Mobile.
Zu seinen größten Erfolgen zählen der dritte Platz bei der Straßen-Radweltmeisterschaft in der U23-Klasse, der dritte Platz bei der deutschen U23-Meisterschaft im gleichen Jahr und ein Sieg auf der dritten Etappe der Tour de France 2006. Im selben Jahr stellte er auch seine Helferqualitäten unter Beweis und war maßgeblich am zweiten Platz von Andreas Klöden in Paris beteiligt. Bei der Tour 2004 trug er einen Tag das Weiße Trikot für den besten Nachwuchsfahrer. Im Jahr 2004 landete er beim Klassiker Flèche Wallonne mit dem dritten Platz bei einem wichtigen Eintagesrennen auf dem Podium. Die damaligen Weltcuprennen Amstel Gold Race und Lüttich–Bastogne–Lüttich beendete er im selben Jahr in den Top 10.
Ende des Jahres 2006 wechselte er unter anderem mit Andreas Klöden zum neu formierten Team Astana. Am 27. Juni 2007 wurde bekanntgegeben, dass Kessler bei einer unangemeldeten Trainingskontrolle am 24. April 2007 im belgischen Charleroi positiv auf Testosteron getestet worden war. Er wurde zunächst von seinem Team Astana mit sofortiger Wirkung suspendiert. Am 11. Juli 2007 wurde bekannt gegeben, dass Kesslers B-Probe ebenfalls positiv ist. Daraufhin gab Astana die sofortige Entlassung von Kessler bekannt. Anfang des Jahres 2008 sperrte die Disziplinarkammer der Swiss Olympic Association Matthias Kessler für zwei Jahre bis zum 26. Juli 2009. Zudem wurde ihm die Prozesskosten auferlegt, und er muss alle nach dem positiven Dopingbefund gewonnenen Preisgelder erstatten.
Nach Ablauf seiner Dopingsperre stürzte Kessler, noch ohne Team für die Saison 2010, bei einer Trainingsfahrt auf Mallorca am 14. Januar 2010 schwer. Er versuchte, einer Katze auszuweichen, prallte ohne Helm mit dem Kopf gegen eine Betonwand und erlitt einen Schädelbruch. Sieben Monate nach seinem schweren Trainingsunfall war Kessler weiterhin in ärztlicher Behandlung und machte Fortschritte bei der Reha. Seine Profi-Karriere konnte er jedoch nicht fortsetzen.
Im März 2014 fuhr Kessler, der nach seinem Trainingsunfall halbseitig gelähmt ist, zusammen mit Jan Ullrich, seinem ehemaligen Telekom-Teamkollegen, in Südafrika beim Breitensport-Rennen "Cape Argus" über 110 Kilometer auf dem Tandem mit. Das Tandem wurde von dem ehemaligen Radsportler Mike Kluge speziell für Kessler und Ullrich gebaut.

## Erfolge
2003
- Gran Premio Miguel Induráin
- LuK-Cup

2004
- Gran Premio Miguel Induráin

2006
- eine Etappe Tour de France
- Deutsche Straßenmeisterschaft